# 남과 여 (만화)
《남과 여》는 네이버 웹툰에서 연재 했었던 완결 웹툰이다. 죽음에 관하여, 네가 없는 세상의 그림 작가 혀노의 솔로 데뷔작으로, 솔직한 20대의 사랑이야기를 담은 웹툰이다.

## 등장인물

### 남자 등장인물
- 정현성
- 김형섭
- 김민혁
- 안시후
- 황규

### 여자 등장인물
- 한성옥
- 김혜령
- 유유주

## 에피소드 목록
| 회차  | 제목                                       | 주인공                                       | 단행본 수록 권           |
| ----- | ------------------------------------------ | -------------------------------------------- | ------------------------ |
| 1~8   | 헤어지지 못하는 여자, 떠나가지 못하는 남자 | 정현성, 한성옥                               | 1권                      |
| 9     | 비극                                       | 김형섭                                       | 2권                      |
| 10~15 | 사랑과 우정사이                            | 김민혁, 김혜령                               | 2권                      |
| 16    | 짠해                                       | 정현성, 김민혁, 안시후. 김형섭, 황규         | 2권                      |
| 17~24 | 내 몸은 너를 지웠다                        | 안시후, 유유주                               | 3권                      |
| 25    | 비극 Part.2                                | 김민혁, 황규                                 | 5권                      |
| 26~33 | 나란 놈은 답은 너다                        | 정현성, 한성옥                               | 4권                      |
| 34~35 | 회상                                       | 김형섭                                       | 5권                      |
| 36~37 | Sea of Love                                | 정현성, 김민혁, 안시후                       | 5권                      |
| 38~45 | 사랑과 우정사이 Part.2                     | 김민혁, 김혜령                               | 1~4화는 5권, 5~6화는 6권 |
| 46    | When I Was Your Man                        | 정현성, 한성옥                               | 6권                      |
| 47    | Love Never Felt So Good                    | 김민혁, 김혜령                               | 6권                      |
| 48    | Another Lovely Night                       | 안시후                                       | 6권                      |
| 49    | 짠해 Part.2 남자편                         | 정현성, 김민혁, 안시후, 김형섭, 황규, 김혜령 | 6권                      |
| 50    | 짠해 Part.2 여자편                         | 한성옥                                       | 6권                      |
| 51~57 | 만약에 말야                                | 정현성, 한성옥                               | 7권                      |
| 58    | 오랫도록, 고맙도록                         | 정현성, 김민혁, 안시후, 한성옥, 김혜령       | 7권                      |

## 단행본
- 《 남과 여》 (글, 그림 : 혀노 / 출판사 : 영컴 / 총7권 완결)
  1. 남과 여 1 (2015년 6월 5일 발행, ISBN 9791185193199)
  2. 남과 여 2 (2015년 9월 21일 발행, ISBN 9791185193236)
  3. 남과 여 3 (2015년 10월 26일 발행, ISBN 9791185193243)
  4. 남과 여 4 (2015년 12월 28일 발행, ISBN 9791185193281)
  5. 남과 여 5 (2016년 3월 9일 발행, ISBN 9791185193298)
  6. 남과 여 6 (2016년 3월 16일 발행, ISBN 9791185193304)
  7. 남과 여 7 (2016년 3월 23일 발행, ISBN 9791185193311)

## 관련 음반
- 네이버 웹툰 《남과 여 Original Sound Track》 (아티스트:오준석(Squar) / 2015년 11월 20일 발매 / (주)디지탈레코드)

### 트랙리스트
1. Bye
2. Return
3. Sorry
4. Good Day
5. Daily
6. Sorry - Guitar Ver. (feat. Choi Kum)

## 오디오클립
네이버 오디오클립 오디오시네마 《남과 여》
네이버 오디오클립의 오디오 시네마는 '귀로 듣는 시네마' 콘셉트로 인기 웹툰이나 웹소설등을 바탕으로 대한민국 대표 배우와 음악감독, 스탭들이 참여하여 제작이 되었으며 2020년 6월 18일에 스트리밍 공개되었다. 《남과여》에는 남녀주인공에 배우 김동욱, 강소라가 참여하였으며 음악감독 김태성이 감독을 맡았다. 

### 출연진
- 김동욱 - 정현성 역
- 강소라 - 한성옥 역
- 이현우
- 김민하, 이범규, 김은비, 홍성오, 박소윤, 이민우

### 제작진
- 기획 - 스튜디오N
- 제작 - 오디오시네마문화산업전문유한회사
- 연출 - 김태성
- 각본 - 이유빈, 염진영
- 원작 - 혀노 [남과 여] (네이버웹툰)
- 기획 - 권미경
- 제작 - 최낙권
- 프로듀서 - 장혜조
- 진행 - 윤익준
- 음악 - 김태성
- 음악조감독 - 최정인, 조경희

### 사운드
- Audio Post Production - DEXTER LIVETONE
- Executive Supervisor - 최태영
- Sound Supervisor - 강혜영
- Re-Recording Mixer - 강혜영
- Sound Editor - 양혜진, 고은하
- ADR Recordist - 이정욱
- Dialog Editor - 김송이, 예은지, 김주현
- Foley Artist - 박성균
- Foley Recordist - 최재윤
- OST 제작 - 마주희, 강연희 (스튜디오 마음C)
- 스틸 - 김설우

### 남과 여 OST
- 남과 여 OST Part 1 (2020년 6월 18일, 디지털음원)
- 남과 여 OST Part 2 (2020년 6월 25일, 디지털음원)
- 남과 여 OST 오디오시네마 키트앨범 (2020년 6월 25일, 키트형태)

#### 트랙리스트
1. 위수 (WISUE) - 난 널
2. 위아더나잇 (We Are The Night) - Ask me
3. 신인류 - My favorite things
4. 죠지 - 다시, 너
5. 다섯 (Dasutt) - 우리는
6. 헨 - 나의 그 말은
7. 랄라스윗 (lalasweet) - 잊지 않기로 해
8. 이루리 - 나는 또
9. Gogang (고갱) - 소나기
10. 위아더나잇 (We Are The Night) - 내 이름을 불러줘
11. 다린 - 시계
12. 빌리어코스티 - 헤어지자는 말
13. 계피 - 그 때
14. 곽진언 - 놓아준다
15. 난 널 (Inst.)
16. Ask me (Inst.)
17. My favorite things (Inst.)
18. 다시, 너 (Inst.)
19. 우리는 (Inst.)
20. 나의 그 말은 (Inst.)
21. 잊지 않기로 해 (Inst.)
22. 나는 또 (Inst.)
23. 소나기 (Inst.)
24. 내 이름을 불러줘 (Inst.)
25. 시계 (Inst.)
26. 헤어지자는 말 (Inst.)
27. 그 때 (Inst.)
28. 놓아준다 (Inst.)